# American Cup (scacchi)
La American Cup è un torneo di scacchi che si svolge con cadenza annuale a Saint Louis, negli Stati Uniti. Vengono invitati i migliori giocatori della Federazione scacchistica degli Stati Uniti d'America. 

## Formato
La formula è quella della doppia eliminazione, solitamente a otto partecipanti. Ogni turno consta di due partite a colori invertiti: il tempo di riflessione nel girone dei vincitori è di 90 minuti per ciascun giocatore con 30 secondi d'incremento dopo ogni mossa; nel girone dei perdenti, 25 minuti con 10 secondi d'incremento. In caso di parità dopo le prime due partite, si giocano (in entrambi i gironi) spareggi a tempo rapido: due partite a colori invertiti con tempo di riflessione 10+5; se sono necessari ulteriori spareggi, si giocano altre due partite a colori invertiti con tempo di riflessione 3+2; se persiste la parità, si gioca l'Armageddon: il bianco ha 5 minuti e il nero ne ha 4, senza incremento prima della sessantunesima mossa, ma un'eventuale patta conta come vittoria del nero. Dalla sessantunesima mossa si hanno 2 secondi d'incremento. I colori vengono estratti a sorte.

## Edizioni

### 2022
La prima edizione si svolse dal 20 al 28 aprile 2022. Al torneo principale parteciparono 
Levon Aronian, Fabiano Caruana, Lenier Dominguez, Wesley So, Sam Shankland, Sam Sevian, Jeffery Xiong e Ray Robson.
Caruana batté Xiong e Sevian per sfidare in finale Dominguez, che si era imposto su Robson e Aronian. Tra i due vinse Caruana, che si aggiudicò il titolo battendo nella finalissima Aronian (il quale aveva eliminato Dominguez nella finale del girone dei perdenti).
Al torneo femminile parteciparono Irina Krush, Anna Zatonskih, Stavroula Tsolakidou, Gulrukhbegim Tokhirjonova, Katerina Nemcova, Alice Lee, Tatev Abrahamyan e Ruiyang Yan.
Krush batté Yan e Tokhirjonova per raggiungere la finale, dove sfidò la dodicenne Alice Lee, vincente contro Zatonskih e Abrahamyan. Tra le due vinse Krush. Lee vinse il girone dei perdenti, ma perse nuovamente contro Krush, che si laureò dunque campionessa del torneo.

### 2023
La seconda edizione si svolse dal 16 al 26 marzo 2023. Al torneo principale parteciparono Hikaru Nakamura, Fabiano Caruana, Wesley So, Levon Aronian, Leinier Dominguez, Sam Shankland, Ray Robson e Sam Sevian.
Hikaru Nakamura vinse 1,5-0,5 contro Sevian e Dominguez per sfidare in finale Wesley So, che aveva avuto la meglio su Shankland e Caruana. Dopo due patte nelle partite a tempo lungo e una vittoria per parte nelle partite da 10 minuti, trionfò Nakamura superando il suo avversario per 2-0 nelle partite blitz.
So eliminò Aronian nel girone dei perdenti e guadagnò il diritto di sfidare nuovamente Nakamura: dopo altre due patte nelle partite a tempo lungo, So vinse due partite rapid di fila, infliggendo così a Nakamura la prima sconfitta del torneo. Nell'ultima giornata di gioco, dopo tre patte, l'evento si concluse con la regina intrappolata di So e il trionfo di Nakamura, che conquistò il 5º posto nel ranking mondiale. Nakamura fu inoltre l'unico giocatore a vincere almeno una partita a tempo lungo in questo torneo (ne vinse due).
Nella sezione femminile, Irina Krush difese il suo titolo battendo Alice Lee in finale.

### 2024
La terza edizione si svolse dal 12 al 21 marzo 2024. Al torneo principale parteciparono Fabiano Caruana, Wesley So, Leinier Dominguez, Levon Aronian, Sam Sevian, Ray Robson, Sam Shankland e Grigorij Oparin.
Nella finale del girone dei vincitori si sfidarono Aronian (che aveva vinto contro Sevian e Caruana) e Robson (che aveva vinto contro Dominguez e So). Tra i due ebbe la meglio Aronian. Robson perse la finale del girone dei perdenti contro So. Nella finalissima Aronian batté So e si aggiudicò per la prima volta il titolo.
Nella sezione femminile Krush batté Tang e Paikidze, mentre Lee ebbe la meglio su Abrahamyan e Tokhirjonova per arrivare ancora una volta allo stesso match finale. Krush batté Lee come nelle due precedenti edizioni, ma Lee, risalita dal girone dei vincitori, vinse due match consecutivi per conquistare il suo primo titolo.

### 2025
La quarta edizione del torneo si svolse dal 15 al 24 marzo 2025. Al torneo principale parteciparono Hikaru Nakamura, Fabiano Caruana, Levon Aronian, Wesley So, Leinier Dominguez, Sam Sevian, Ray Robson e Abhimanyu Mishra.
Nakamura, dopo un faticoso primo turno contro il debuttante Mishra, prevalse su Dominguez per affrontare in finale Caruana, che si era imposto su Robson e Aronian. Dopo due patte nelle partite a tempo lungo, Nakamura vinse lo spareggio blitz. Caruana eliminò definitivamente Aronian nel girone dei perdenti, conquistando così una ripetizione della finale: questa volta, però, Nakamura vinse la prima partita a tempo lungo e, con una patta nella seconda, si aggiudicò il torneo per la seconda volta. Come nel 2023, Nakamura fu l'unico giocatore a vincere almeno una partita a tempo lungo (ne vinse due).
Al torneo femminile parteciparono Carissa Yip, Alice Lee, Irina Krush, Anna Zatonskih, Tatev Abrahamyan, Atousa Pourkashiyan, Nazi Paikidze e Thalia Cervantes.
Per la prima volta la finale del torneo femminile non si disputò tra Krush e Lee, che difatti si sfidarono in semifinale: ne uscì vittoriosa Lee agli spareggi. In finale batté Abrahamyan 1,5-0,5. Abrahamyan annientò Krush nel girone dei perdenti e la finale si ripeté: Abrahamyan vinse la prima partita a tempo lungo, ma perse la seconda e Lee trionfò negli spareggi blitz, vincendo così il torneo per la seconda volta.

## Albo d'oro

### Torneo principale
| Anno | Vincitore       | Secondo classificato |
| ---- | --------------- | -------------------- |
| 2022 | Fabiano Caruana | Levon Aronian        |
| 2023 | Hikaru Nakamura | Wesley So            |
| 2024 | Levon Aronian   | Wesley So            |
| 2025 | Hikaru Nakamura | Fabiano Caruana      |

### Torneo femminile
| Anno | Vincitrice  | Seconda classificata |
| ---- | ----------- | -------------------- |
| 2022 | Irina Krush | Alice Lee            |
| 2023 | Irina Krush | Alice Lee            |
| 2024 | Alice Lee   | Irina Krush          |
| 2025 | Alice Lee   | Tatev Abrahamyan     |